# Ryan Raybould
Ryan Raybould (* 30. Mai 1983 in Leawood, Kansas) ist ein US-amerikanischer Fußballspieler.

## Karriere
Raybould spielte während seiner Schulzeit an der Rockhurst High School und gewann mit dem Team in seinem Seniorjahr die Staatsmeisterschaft von Kansas. Von 2001 bis 2004 spielte er an der renommierten Yale University und machte in dieser Zeit auch einen Bachelor-Abschluss in Geschichte. Dabei war er 2004 Kapitän der Collegemannschaft und wurde in das All-Star-Team der Ivy League gewählt. Zudem spielte er in den Saisonpausen von 2002 bis 2004 in der USL Premier Development League bei Kansas City Brass, auch dort fungierte er 2004 als Kapitän.
Im März 2005 unterzeichnete Raybould einen developmental contract (einen niedrig dotierten Vertrag für Nachwuchsspieler) in der Major League Soccer bei den Kansas City Wizards. Mit einem Kurzeinsatz als Rechtsverteidiger am 16. Juli 2005 gegen Real Salt Lake kam er dabei zu seinem Ligadebüt, größtenteils spielte er 2005 in der Reserveliga der MLS. In den beiden folgenden Saison gehörte er zum erweiterten Kader und kam zu acht bzw. zehn Ligaeinsätzen. Im März 2008, kurz vor Saisonbeginn der MLS, wurde Raybould von Kansas auf die Waiver-Liste gesetzt und wechselte anschließend zum schwedischen Viertligisten Sandvikens IF. Bereits im Juli 2008 wechselte er innerhalb Schwedens zum Erstligisten Gefle IF und kam dort im weiteren Saisonverlauf noch zu vier Ligaeinsätzen. Nachdem er zu Beginn der Saison 2009 keine Rolle mehr in den Planungen gespielt hatte, löste er im Juli seinen Vertrag auf und kehrte in die Vereinigten Staaten zurück.